# Dien van Straalen
Dien van Straalen (geboren 1947 in Zoetermeer, Niederlande; gestorben im Juli 2010 in Den Haag, Niederlande) war eine niederländische Kostümbildnerin.
Van Straalen arbeitete oft an Filmen von Peter Greenaway mit. Sie kollaborierte auch mit dem Szenenbildner Ben van Os.
2004 erhielt sie eine Oscarnominierung für ihre Arbeit an dem Film Das Mädchen mit dem Perlenohrring in der Kategorie Bestes Kostümdesign. Sie äußerte sich wie folgt dazu: „Die Nominierung kam völlig überraschend. Das Mädchen mit dem Perlenohrring ist nicht wirklich eine große Produktion. Es ist ein kleiner, intimer Film, relativ low-budget. Die Stoffe, die ich für die Kostüme verwendet habe, kommen vor allem aus Second-Hand-Läden. Ich habe schöne indische Seide in England gefunden, aber auch in den Niederlanden. Ja, ich habe sogar Stoffe vom Amsterdamer Albert-Cuyp-Markt verwendet.“
Für denselben Film war sie auch im selben Jahr für einen British Academy Film Award in der Kategorie Beste Kostüme nominiert.

## Filmografie (Auswahl)
- 1985: Ein Z & zwei Nullen (A Zed and Two Noughts)
- 1988: Verschwörung der Frauen (Drowning by Numbers)
- 1989: Der Koch, der Dieb, seine Frau und ihr Liebhaber (The Cook, the Thief, His Wife & Her Lover)
- 1991: Eline Vere
- 1991: Prosperos Bücher (Prospero's Books)
- 1992: Orlando
- 1993: Das Wunder von Mâcon (The Baby of Mâcon)
- 1997: Dunkle Tage in St. Petersburg (The Gambler)
- 2002: Fogbound
- 2002: Max
- 2003: Das Mädchen mit dem Perlenohrring (Girl with a Pearl Earring)
- 2004: The Libertine

## Belege
1. ↑  https://rkd.nl/en/explore/artists/339653
2. ↑  http://www.trouw.nl/tr/nl/4324/Nieuws/article/detail/1756386/2004/02/26/Meisje-met-de-Parel.dhtml

| Personendaten    | Personendaten                   |
| ---------------- | ------------------------------- |
| NAME             | Straalen, Dien van              |
| KURZBESCHREIBUNG | niederländische Kostümbildnerin |
| GEBURTSDATUM     | 1947                            |
| GEBURTSORT       | Zoetermeer, Niederlande         |
| STERBEDATUM      | Juli 2010                       |
| STERBEORT        | Den Haag                        |